# Apophatisch
Apophatisch (von altgriech. αποφατικός apophatikós) ist ein aus dem Altgriechischen entlehnter Begriff, der sowohl in der Philosophie als auch in der Theologie verwendet wird. Er ist ein nicht steigerbares Adjektiv, das den Gegensatz zu kataphatisch bildet.

## Ursprung
Apophatisch ist zusammengesetzt aus der griechischen Vorsilbe apo-, die „von … her“, „seit“, „weg-“ oder „ent-“ bedeuten kann, und dem Wortteil phatisch, der von altgriechisch phatos – „gesagt“ abgeleitet ist. Somit lässt sich apophatisch mit „absagend“ oder „verneinend“ wiedergeben.

## Verwendung in der Theologie
In der Theologie bezeichnet das Wort verneinende Aussagen über Gott, dessen Sein alle Begriffe sprengt. Apophatische Theologie steht für Negative Theologie.